# Thaïlande aux Jeux olympiques d'été de 2012
La Thaïlande participe aux Jeux olympiques d'été de 2012 à Londres au Royaume-Uni du 27 juillet au 12 août 2012. Il s'agit de sa 15e participation à des Jeux olympiques d'été.

## Médailles d'argent
| Sport                  | Discipline              | Athlète(s)       | Performance | Date       |
| Médailles d'argent : 2 |                         |                  |             |            |
| Haltérophilie          | Moins de 58 kg femmes   | Pimsiri Sirikaew | 236         | 30 juillet |
| Boxe                   | Poids mi-mouches hommes | Kaeo Pongprayoon |             | 11 août    |

## Médailles de bronze
| Sport                  | Discipline            | Athlète(s)       | Performance | Date       |
| Médailles de bronze: 2 |                       |                  |             |            |
| Haltérophilie          | Moins de 58 kg femmes | Rattikan Gulnoi  | 234         | 30 juillet |
| Taekwondo              | Moins de 49 kg femmes | Chanatip Sonkham |             | 11 août    |

## Aviron
Femmes
| Athlète             | Compétition | Séries     | Séries | Repêchage | Repêchage | Quarts de finale | Quarts de finale | Demi-finales | Demi-finales | Finales | Finales |
| Athlète             | Compétition | Temps      | Rang   | Temps     | Rang      | Temps            | Rang             | Temps        | Rang         | Temps   | Rang    |
| ------------------- | ----------- | ---------- | ------ | --------- | --------- | ---------------- | ---------------- | ------------ | ------------ | ------- | ------- |
| Phuttharaksa Nikree | Skiff       | 7 min 52 s | 4      |           |           |                  |                  |              |              |         |         |

## Badminton
| Athlète                                 | Compétition      | Phase de groupe  | Phase de groupe  | Phase de groupe  | Phase de groupe | 8e de finale     | Quarts de finale | Demi-finales     | Finale           | Finale |
| Athlète                                 | Compétition      | Adversaire Score | Adversaire Score | Adversaire Score | Rang            | Adversaire Score | Adversaire Score | Adversaire Score | Adversaire Score | Rang   |
| --------------------------------------- | ---------------- | ---------------- | ---------------- | ---------------- | --------------- | ---------------- | ---------------- | ---------------- | ---------------- | ------ |
| Boonsak Ponsana                         | Simple messieurs |                  |                  |                  |                 |                  |                  |                  |                  |        |
| Bodin Issara Maneepong Jongjit          | Double messieurs |                  |                  |                  |                 | NC               |                  |                  |                  |        |
| Ratchanok Intanon                       | Simple dames     |                  |                  |                  |                 |                  |                  |                  |                  |        |
| Sudket Prapakamol Saralee Thungthongkam | Double mixte     |                  |                  |                  |                 | NC               |                  |                  |                  |        |

## Cyclisme

### Cyclisme sur route
femmes
| Athlète           | Compétition            | Temps | Rang |
| ----------------- | ---------------------- | ----- | ---- |
| Jutatip Maneephan | Course en ligne femmes | DNF   | -    |

## Équitation

### Concours complet
| Athlète    | Cheval     | Compétition | Dressage  | Dressage | Cross-country | Cross-country | Saut d'obstacles | Saut d'obstacles | Saut d'obstacles | Saut d'obstacles | Total     | Total |
| Athlète    | Cheval     | Compétition | Dressage  | Dressage | Cross-country | Cross-country | Qualification    | Qualification    | Finale           | Finale           | Total     | Total |
| Athlète    | Cheval     | Compétition | Pénalités | Rang     | Pénalités     | Rang          | Pénalités        | Rang             | Pénalités        | Rang             | Pénalités | Rang  |
| ---------- | ---------- | ----------- | --------- | -------- | ------------- | ------------- | ---------------- | ---------------- | ---------------- | ---------------- | --------- | ----- |
| Nina Ligon | Butts Leon | Individuel  |           |          |               |               |                  |                  |                  |                  |           |       |

## Judo
| Athlète          | Compétition            | 1/16 de finale      | 1/8 de finale       | Quarts de finale    | Demi-finales        | Repêchage 1         | Repêchage 2         | Finale              | Finale |
| Athlète          | Compétition            | Adversaire Résultat | Adversaire Résultat | Adversaire Résultat | Adversaire Résultat | Adversaire Résultat | Adversaire Résultat | Adversaire Résultat | Rang   |
| ---------------- | ---------------------- | ------------------- | ------------------- | ------------------- | ------------------- | ------------------- | ------------------- | ------------------- | ------ |
| Teerawat Homklin | Moins de 100 kg hommes |                     |                     |                     |                     |                     |                     |                     |        |

## Tennis de table
Femmes
| Athlète          | Compétition | Tour préliminaire | 1er tour         | 2e tour          | 3e tour          | 4e tour          | Quarts de finale | Demi-finales     | Finale           | Finale |
| Athlète          | Compétition | Adversaire Score  | Adversaire Score | Adversaire Score | Adversaire Score | Adversaire Score | Adversaire Score | Adversaire Score | Adversaire Score | Rang   |
| ---------------- | ----------- | ----------------- | ---------------- | ---------------- | ---------------- | ---------------- | ---------------- | ---------------- | ---------------- | ------ |
| Nanthana Komwong | Simple      |                   |                  |                  |                  |                  |                  |                  |                  |        |

## Tir
Hommes
| Athlète               | Compétition                  | Qualification | Qualification | Finale | Finale |
| Athlète               | Compétition                  | Points        | Rang          | Points | Rang   |
| --------------------- | ---------------------------- | ------------- | ------------- | ------ | ------ |
| Jakkrit Panichpatikum | Pistolet à 50 m              | 558           | 14e           | NC     | NC     |
| Jakkrit Panichpatikum | Pistolet à 25 m tir rapide   | 578           | 15e           | NC     | NC     |
| Jakkrit Panichpatikum | Pistolet à 10 m air comprimé | 566           | 37e           | NC     | NC     |

Femmes
| Athlète               | Compétition                  | Qualification | Qualification | Finale | Finale |
| Athlète               | Compétition                  | Points        | Rang          | Points | Rang   |
| --------------------- | ---------------------------- | ------------- | ------------- | ------ | ------ |
| Sutiya Jiewchaloemmit | Skeet                        | 65            | 11e           | NC     | NC     |
| Tanyaporn Prucksakorn | Pistolet à 25 m              | 586           | 2e            | 778.4  | 8e     |
| Tanyaporn Prucksakorn | Pistolet à 10 m air comprimé | 383           | 11e           | NC     | NC     |
| Naphaswan Yangpaiboon | Pistolet à 25 m              | 566           | 36e           | NC     | NC     |
| Naphaswan Yangpaiboon | Pistolet à 10 m air comprimé | 370           | 41e           | NC     | NC     |

## Tir à l'arc
| Athlète           | Compétition       | Tour préliminaire | Tour préliminaire | 1er tour         | 2e tour          | 3e tour          | Quarts de finale | Demi-finales     | Finale           | Finale |
| Athlète           | Compétition       | Score             | Rang              | Adversaire Score | Adversaire Score | Adversaire Score | Adversaire Score | Adversaire Score | Adversaire Score | Rang   |
| ----------------- | ----------------- | ----------------- | ----------------- | ---------------- | ---------------- | ---------------- | ---------------- | ---------------- | ---------------- | ------ |
| Witthaya Thamwong | Individuel hommes | 662               | 38                | FAUCHERON (FRA)  |                  |                  |                  |                  |                  |        |